# Melitturga caudata
Melitturga caudata là một loài Hymenoptera trong họ Andrenidae. Loài này được Pérez mô tả khoa học năm 1879.